# Banco Nacional (Chile)
El Banco Nacional fue una institución financiera chilena existente entre 1906 y 1989, conocida como Banco Comercial de Curicó entre 1906 y 1980.

## Historia

### Banco Comercial de Curicó
El Banco Comercial de Curicó (BCC) fue fundado en la ciudad homónima el 2 de noviembre de 1906, siendo reconocida su existencia oficialmente el 24 de diciembre del mismo año y abriendo sus puertas al público el 1 de enero de 1907. Fue organizado y dirigido por importantes personas ligadas al comercio y la agricultura en la zona. Hacia 1908 el banco poseía una sucursal en Molina.
Entre los miembros y accionistas del banco hubo destacadas personalidades de la zona de Curicó, como por ejemplo René Benedicto León Echaiz y Manuel Diez García. Hacia 1939 el directorio del BCC estaba conformado por Francisco Jofré (presidente), Plutarco Varas (vicepresidente), Pedro Carrasco (gerente), Jovino Leyton, Mauricio Etcheberry, Gregorio Contreras, Otto Schwartz y Joaquín Franco (directores).
Hacia fines de los años 1960 algunos de los accionistas del banco eran empresarios de la zona de Curicó, como por ejemplo Pedro Grand Grazioli, Vicente Suazo Gómez, y Loris Calvo Augier. El 28 de julio de 1972 el BCC adquirió el Banco de A. Edwards, siendo disuelta esta institución —la cual reaparecería en 1980 al adquirir el Banco de Constitución y cambiándole el nombre—.
En 1977 el presidente del Banco Comercial de Curicó era Sergio Valdés Undurraga, mientras que su gerente general era Armando Álvarez Marín, y la casa matriz se ubicaba en Yungay 655 (Curicó), presentando 19 sucursales en distintas ciudades del país, entre ellas 2 en Valparaíso (sucursales Valparaíso y "Almendral"), 9 en Santiago (sucursales Santiago, Los Cerrillos, Tajamar, Franklin, Alameda, La Vega, La Reina, Parque Forestal y Providencia), una en Antofagasta, una en Copiapó y una en Concepción.

### Banco Nacional
En junio de 1980 la Corporación de Fomento de la Producción (Corfo) vendió el 99,74% de las acciones del BCC a Francisco Javier Errázuriz Talavera, quien las adquirió al contado y el 3 de octubre de ese año cambió el nombre de la institución a Banco Nacional. Como parte de un plan de reestructuración, el banco aumentó su capital, generando utilidades de más de un 100% con respecto a 1979. A su vez, incrementó el número de sucursales, pasando de 18 oficinas en 1980 a 31 en 1984.
El 13 de mayo de 1988 -junto con los bancos Osorno, Del Trabajo, O'Higgins y Concepción- fue una de las fundadoras de Banlíder, red de cajeros automáticos que hacia septiembre de 1989 poseía 54 terminales en todo el país y que posteriormente sería absorbida por Redbanc.
Entre 1985 y 1989 el Banco Nacional fue multado por parte de la Superintendencia de Bancos e Instituciones Financieras en 5 ocasiones por infracciones a la Ley de Bancos. Esta situación llevó a que el banco fuera intervenido el 5 de mayo de 1989.
El 13 de noviembre de 1989, el Banco Nacional se fusionó con el Banco BHIF, desapareciendo la primera institución.